# Oidiodendron setiferum
Oidiodendron setiferum är en svampart som beskrevs av Essl. 1987. Oidiodendron setiferum ingår i släktet Oidiodendron och familjen Myxotrichaceae.   Inga underarter finns listade i Catalogue of Life.